# ケネス・アンガー
ケネス・アンガー（Kenneth Anger, 1927年2月3日 - 
2023年5月11日）は、アメリカ合衆国の映画監督。自身の作品に主演するなど役者としても活動。

## 人物
手がけた映像は精神世界を投影した難解なものが多く、実験映画とよばれ、カルト映画、アンダーグラウンド映画として紹介されることも少なくない。また、内容のほとんどは個人が深く傾倒する神秘主義、悪魔主義をテーマに描かれる。ただし2010年のインタビューによると、自身はサタニストではないと答えている。
また同性愛者としても知られ、処女作『花火』では同性への激しい性衝動を描き、わいせつ容疑で逮捕された。
2023年5月11日にカルフォルニア州の介護施設で死去。享年96。

## 経歴
アンガーは、カリフォルニア州サンタモニカに生まれた。本名は、ケネス・ウィルバー・アングルマイヤー（Kenneth Wilbur Anglemyer）。
高校で読んだ本をきっかけに超自然現象や儀式魔術へ興味をもつようになり、10代後半にはアレイスター・クロウリーが説いたセレマの信奉者となった。これらオカルトへの探究心は自身のライフワークとなり、映画監督としてのキャリアへ後々まで大きな影響をもたらすこととなる。また、子供のころからSF映画を好んだアンガーは学生時代に自主制作で映画を撮るようになると、自宅で特殊効果を再現して遊ぶこともあったという。この特殊効果や映像処理にたいする嗜好も、のちに産み出された数々の作品において「シュールかつオカルティックな映像作家」として独特な質感をもたらした。
また、幼少期のアンガーは子役として活動したというが、マックス・ラインハルトによる1935年の映画『真夏の夜の夢』へ出演したとする彼の主張は、配給元のワーナーによって提示されたプロダクションノート上で否定されている。彼が演じたとするインディアン・プリンスという役はシーラ・ブラウンという子役が演じており、しかもシーラ・ブラウンは女の子であるとわかっている。

### 映画監督として
アンガーは9歳になると遊びで映画を撮りだしたと語るが、そのころのフィルムは紛失して現存していない。やがて南カリフォルニア大学在籍時に映画を学び、プロとして初めて世へ出された映画は20歳の作品、『花火（1947年）』である。わずか15分たらずの短編で、主演男優はアンガー自身であった。この頃、アンガーはすでに同性愛を自覚しており、私生活でもゲイへの偏見によるトラブルが警察沙汰へ発展することがあった。当時のアメリカでは現在ほど同性愛が理解されておらず、処女作にも、「主役が妄想のなかで水兵たちにリンチを受け、輪姦される」という暗喩的演出によってアンガー自身の苦悩と性的欲求が激しく投影されることとなる。結果として『花火』はゲイ・ポルノとして扱われて上映、前述のとおり、わいせつ容疑で逮捕される至りとなった。
しかし、アンガー本人が当時を振りかえったインタビューで「私はアメリカのアバンギャルドだった」と語るように、映画『花火』における性的描写とは、主人公に浴びせられる「おびただしい白い液体」、「公衆便所」、性器に見立てた酒ビンからの「射精をおもわせる煙」といったイメージを映像へコラージュするという抽象的なものである。すなわち性交そのものをメーンとするポルノ映画とは一線を画するものであり、当然ながら現代における作品への評価は相応のものへと変化した。わいせつ容疑に対してアンガーはカリフォルニア州最高裁判所において芸術作品として主張、世間からしばしば作風の類似性を指摘されたジャン・コクトーからは、好意的なコメントをもって賞賛された。
60年代中期のアンガーはロック・ミュージシャンとの交遊が盛んになり、やがてはローリング・ストーンズや、後にマンソン・ファミリーの一員となるボビー・ボーソレイユと映画を作った。ローリング・ストーンズのミック・ジャガーとは1969年の作品『我が悪魔の兄弟の呪文』、ボビー・ボーソレイユとは1973年の『ルシファー・ライジング』である。

## 短編映画『ルシファー・ライジング』
1966年に撮影が始まったとされるが、フィルムが盗難にあったことや度重なるキャスティングの変更、製作資金の問題などのトラブル続きで、いちどは制作が放棄された経緯をもつ。また作品へ深く関わったボビー・ボーソレイユ（Bobby Beausoleil）がアメリカ犯罪史に残る凶悪殺人を犯すなどの諸事情も影響してか、1980年まで公開が難航した。
アンガー自身の発言によると、いちど撮影を放棄した『ルシファー・ライジング』のフィルムは、1969年の作品『我が悪魔の兄弟の呪文』へ断片的に流用された。
一方でサウンドトラック制作にはレッド・ツェッペリンのギタリストであるジミー・ペイジが関わったとされ、長年にわたって出どころ不明の音源が海賊盤として世界中で広く流通してきたことでも、コアな音楽コレクターやロック・ファンの間で知られている。なお、これら非公式な音源はいずれも劇中では使用されていないが、これらの経緯については後述する。
ボーソレイユには現在でも一部のマニアに根強く支持されるサイケデリック・ガレージロック・バンド、ラヴのアーサー・リー（Arthur Lee）と活動を共にしていたという経緯があった。そのためかボーソレイユは公式に「ボビーボーソレイユ＆フリーダム・オーケストラ」として『ルシファー・ライジング』のサウンドトラックも手がけることとなる。また、劇中では役者としてルシファー役を演じている。
1966年にフィルムが盗難にあったため1972年に再撮影されたが、この再撮影ヴァージョンには、ミック・ジャガーとも関係が深いマリアンヌ・フェイスフルが出演した。また、ボーソレイユが演じたルシファーも当初はミック・ジャガーの弟であるクリス・ジャガーが配役されて撮影を進められていたが、再撮影にあたって出演シーンが削除、差し替えられた。

### サウンドトラック
当初、映画の音楽を依頼されたのはレッド・ツェッペリンのギタリスト、ジミー・ペイジだった。当時のペイジは黒魔術へ傾倒していると噂され、実際にアレイスター・クロウリーの住んでいた家を購入するなど、アンガーの好奇心をそそるに充分だった。また映画製作にあたって資金繰りに苦心していたアンガーにとって、移動用ジャンボ・ジェット機まで所有するモンスター・バンドのギタリストは、それだけでも魅力的な存在だった。実際、ペイジはロンドンの自宅であるタワー・ハウスの地下室を映画撮影に使用することまで許可した。
しかし、『ルシファー・ライジング』のためにペイジが作ったスコアは23分であり、これは28分の映像を全編音楽で埋めたかったアンガーにとって物足りない結果だったのだ。アンガーは「ペイジが3年もかけて出来上がったのは23分のドローンだ」と不満を漏らした。
さらにアンガーはプレスへ向けて、「オカルトと麻薬を道楽半分にする人間だ」とペイジを中傷、続けざまに「White Lady（コカインのスラング）とできている。完成まで時間がかかったのは麻薬のせいだ」と執念深く非難した。それに対してペイジは「アンガーには義務を果たしたうえ、自分の映画編集機材を貸してまで、映画完成のために貢献したのに」と反論した。
結局、ペイジの制作した音源が採用されることもなく、映画公開時には、1979年にボーソレイユが新たに曲を書き獄中で録音したものと差し替えられる。しかしペイジ・バージョンの未採用スコアはどこからともなく流出され、1987年6月19日に海賊盤業者のBoleskine House Recordsが『Lucifer Rising』というタイトルでアナログ盤をリリースするまでの間、コレクター同士で高値で取引された。近年、海賊盤CDが登場するとコピーが繰り返され、さらに安価に入手できる存在で希少価値も薄れたものであった。
なお、ジミー・ペイジは2012年、公式に『Lucifer Rising』をアナログ限定盤としてリリースし、ファンを驚かせた。

## スキャンダル
1959年、パリでハリウッドのスキャンダル暴露本『ハリウッド・バビロン (Hollywood Babylon)』を出版し、賛否両論を呼んだ。アメリカ合衆国では1965年に海賊版が出たが、公式版が発売されたのは1974年になってからだった。
オカルトに対する関心から、アンガーはさまざまな個人・グループと接触した。アントン・ラヴェイとはサタン教会の1960年代の設立の前も後もずっと友人であり、1980年代はラヴェイの家族と一緒に住んでいた。
1980年代初期からアンガーは新作を発表していなかったが、21世紀になって映画制作に復帰した。2008年、『FLicKeR』というタイトルのブライオン・ガイシンおよびガイシンが作ったドリーマシーン（Dreamachine）についてのNik Sheehanの長編ドキュメンタリーに、アンガーは出演している。

## フィルモグラフィ
（MLCは『マジック・ランタン・サイクル』に含まれるもの）
- Who Has Been Rocking My Dreamboat（1941年。消失）
- Tinsel Tree（1941年 - 1942年。消失）
- Prisoner of Mars（1942年。消失）
- The Nest（1943年。消失）
- Escape Episode（1944年。消失）
- Drastic Demise（1945年。消失）
- Escape Episode (shorter sound version)（1946年。消失）
- 花火（Fireworks, 1947年。MLC）
- プース・モーメント（Puce Moment, 1949年。MLC）
- The Love That Whirls（1949年。消失）
- Maldoror（1951年 - 1952年。未完成。消失）
- 人造の水（Eaux d'Artifice, 1953年。MLC）
- Le Jeune Homme et la Mort（1953年。消失）
- 快楽殿の創造（Inauguration of the Pleasure Dome, 1954年。MLC） -  1966年にカットしたSacred Mushroom Editionがある。
- Thelema Abbey（1955年。消失）
- Histoire d'O（1959年 - 1961年。消失）
- スコピオ・ライジング（Scorpio Rising, 1963年。MLC）
- K.K.K.（Kustom Kar Kommandos, 1965年。MLC）
- 我が悪魔の兄弟の呪文（Invocation Of My Demon Brother, 1969年。MLC）
- ルシファー・ライジング（Lucifer Rising, 1970年 - 1980年。MLC）
- ラビッツ・ムーン（Rabbit's Moon, 1950年 - 1972年。MLC）
- Senators in Bondage（1976年。消失）
- ラビッツ・ムーン (shorter 'jump printed' version)（1979年。MLC）
- Don't Smoke That Cigarette（2000年）
- The Man We Want to Hang（1995年 - 2002年）
- Anger Sees Red（2004年）
- Elliott's Suicide（2004年）
- Mouse Heaven（1986年 - 2004年）
- Ich Will!（2000年 - 2007年）

## 著作
- ハリウッド・バビロン - 訳：明石三世（リブロポート）/訳：堤雅久（クイックフオックス社）

## 関連文献
- Anger, Kenneth on glbtq.com
- Biography by Robert Haller - ウェイバックマシン（2001年4月28日アーカイブ分）
- Biography by Mystic Fire
- The Observer: Look Back at Anger
- Senses of Cinema: Great Directors Critical Database
- Interview: Ratso.net
- Interview: Reel.com
- Interview: San Francisco Bay Guardian
- Interview: The Austin Chronicle
- Interview: T.O.P.Y. Chaos
- Interview: ARTE (QuickTime)
- Interview: NOW Magazine, October 2006
- Kinsey Institute article on Kenneth Anger
- Magick Lantern Cycle: Images & Synopses
- Essay on Eaux d'Artifice
- Essay on Scorpio Rising
- Essay on Kustom Kar Kommandos
- Essay on Invocation of My Demon Brother (1)
- Essay on Invocation of My Demon Brother (2)
- Essay on Lucifer Rising
- Kenneth Anger anecdote: Films in Review
- Kenneth Anger @ pHinnWeb
- Review of Alice Hutchison's book on Anger
- NNDb profile